# 바이코딘

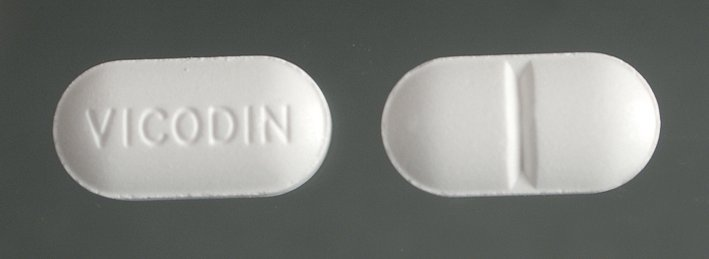

하이드로 코돈 / 파라세타몰(Hydrocodone/paracetamol)은 진통제인 하이드로 코돈과 파라세타몰(아세트 아미노펜)의 조합이다. 하이드로코돈 / 아세트 아미노펜(hydrocodone/acetaminophen)이라고도 한다. 중등도에서 중증의 통증을 치료하는 데 사용된다. 일반적으로 경구 복용이 가능하다. 미국에서는 복합처방 사용이 일반적인것으로 알려져있다.
일반적인 부작용으로는 현기증, 졸음, 변비, 구토 등이 있다. 심각한 부작용으로는 중독, 호흡률 감소, 저혈압, 세로토닌 증후군, 심한 알레르기 반응, 간부전 등이 있다. 임신 중에 사용하면 아기에게 해로울 수 있다. 알코올과 함께 사용하지 않는 것이 좋다. 하이드로코돈(Hydrocodone)은 mu-opioid 수용체에 결합하여 작동한다. 파라세타몰이 어떻게 작용하는지는 불분명하지만 프로스타글란딘 생성을 차단할 수 있다.

## 같이 보기
- 아스피린